# 白鲢碘泡虫
白鲢碘泡虫（学名：Myxobolus hypophthalmichthydis）为碘泡科碘泡虫属的动物。分布于俄罗斯以及辽宁、湖北、黑龙江流域等，营寄生生活，寄生在鳃（鲫、镜鲤）、肾（鲫、鲢）、膀胱（镜鲤）、肠壁、头部皮肤（鲢）。